# 三林村
三林村（さんばやしむら）は、かつて新潟県南蒲原郡にあった村。

## 沿革
- 1889年（明治22年）4月1日 - 町村制施行に伴い南蒲原郡三林村が村制施行し、三林村が発足。
- 1901年（明治34年）11月1日 - 南蒲原郡坂井村、下関村と合併し、坂井村を新設して消滅。